# Charlie Aldridge
Charlie Aldridge (Perth, 3 de abril de 2001) es un deportista británico que compite en ciclismo de montaña en la disciplina de campo a través.
Ganó una medalla de plata en el Campeonato Mundial de Ciclismo de Montaña de 2024 y una medalla de plata en el Campeonato Europeo de Ciclismo de Montaña de 2025.
Participó en los Juegos Olímpicos de París 2024, ocupando el octavo lugar en la prueba individual.

## Medallero internacional
| Campeonato Mundial | Campeonato Mundial    | Campeonato Mundial | Campeonato Mundial   |
| Año                | Lugar                 | Medalla            | Competición          |
| ------------------ | --------------------- | ------------------ | -------------------- |
| 2024               | Pal Arinsal (Andorra) | Medalla de plata   | Campo a través corto |
| Campeonato Europeo |                       |                    |                      |
| Año                | Lugar                 | Medalla            | Competición          |
| 2025               | Melgaço (Portugal)    | Medalla de plata   | Campo a través       |